# ミモザの告白
『ミモザの告白』（ミモザのこくはく）は、八目迷による日本のライトノベル。イラストはくっかが担当。ガガガ文庫（小学館）より2021年7月から2024年6月まで刊行された。2023年7月にはオーディオブックが配信された。

## あらすじ
日本の片田舎に住む冴えない高校生・紙木咲馬には文武両道で容姿端麗な幼なじみ・槻ノ木汐がおり、彼らは誰よりも仲が良かった。ある日、汐はクラスメイトに「今日から女子としてやっていきます」と宣言する。

## 登場人物
声の項はオーディオブックの担当声優。
紙木咲馬（かみき さくま）
声 - 桑田直樹
本作の主人公。閉鎖的な地元の空気感に辟易している。クラスメイトの夏希に好意を抱いている。
著者は一般的な高校生として描いており、咲馬の性格を「デリカシーには欠けるが、根は優しい」としている。
槻ノ木汐（つきのき うしお）
声 - ランズベリー・アーサー
本作のヒロインで、咲馬の幼なじみ。文武両道で美少年のため女子からの人気も高かったが、ある日を境に女子の制服を着て学校に通うようになる。
トランスジェンダーであることに加えて、読者全てに愛されるヒロインを目指していることから、著者は最も注意を払って描いたキャラクターとして汐を挙げている。また、著者は汐を「本作の中心に立っている存在」としている。
星原夏希（ほしはら なつき）
声 - 山下七海
クラスメイトの女子。誰にでも優しく、クラスの愛されキャラでもある。
著者は夏希の存在がなければ本作が暗い物語になってしまうことから、咲馬や汐に加えて著者自身も彼女の明るさに助けられているという。また、著者は夏希の性格を「流されやすいものの、友達思いで感情表現が豊か」としている。
西園アリサ（にしぞの アリサ）
声 - 朝日奈丸佳
クラスの女王。女性として振る舞う汐を拒絶する。
世良慈（せら いつく）
声 - 小林大紀
東京からの転校生。
著者は慈を「トリックスター的存在」と表現している。

## 作風とテーマ
本作は時代設定が一昔前にされており、ジェンダーへの理解が乏しく閉鎖的な田舎町を舞台としているため、令和の時代には考えられないような差別・偏見が存在する。このような時代設定の中にトランスジェンダーのヒロインを置いたのは、「認知の歪みを浮き彫りにし、誰でも差別しうるという気づきを与えたかった」という著者の狙いによるものである。
著者は元々啓発的な話にするつもりはなく、「ボーイミーツガール」を主軸にした物語を展開していく予定であった。ボーイミーツガールといっても男女の範疇に限らず、属性としての主人公とヒロインが出会い、その後どうなるかというストーリーであるという。

## 制作背景
著者自身がこれまで目に触れてきたコンテンツから着想が得られており、最も影響を受けたのは映画や文芸で、次いでTwitterであった。また、過去数年の間に毎日LGBTの話題を目にしていたところからも刺激を受けている。
著者は原型となるアイディアが浮かんだ時点で手ごたえを感じていたと同時に実際に作品として描けるのかについて不安を抱えていた。そこで元々のアイディアにSF要素を組み込み、TSモノとしての側面が強い企画書を提出した。しかしSF要素は不要だと指摘を受けたことから、改稿を重ねて現在の形に至っている。企画書にSF要素を組み込んだのは「センシティブなテーマをそのままの形で扱うことに引け目があった」からだと明かしているが、引け目を感じること自体差別意識の表れかもしれないとも述べている。
本作の登場人物はヒロイン・槻ノ木汐に対するリアクションから逆算して構成されている。槻ノ木汐を拒絶したり、受け入れたり、好きになったりするキャラクターがいたとすれば、それらのキャラクターはどのような人物像であるかを考えながら、一人ずつキャラクターを確立させていく。最初に決まったのが西園アリサで、その次が世良慈である。

## 評価
『このライトノベルがすごい！2022』では総合新作部門で2位、文庫部門で4位をそれぞれ獲得した。
書評家・ライターのタニグチリウイチは「心と肉体の性別に対する違和感を払おうとして行動に出た汐に向けられる厳しい視線が、LGBTQへの理解が進まない現場の実態を浮かび上がらせる」と評している。タニグチは「このライトノベルがすごい！」で文庫部門4位となったことについて、センシティブな題材をライトノベルで描く前向きさが支持されたと考察している。また、タニグチは『リアルサウンド』で「2021年ライトノベル・ベスト10」を発表しており、本作を6位に選出している。

## 既刊一覧
- 八目迷（著） / くっか（イラスト） 『ミモザの告白』 小学館〈ガガガ文庫〉、全5巻
  1. 2021年7月26日初版第1刷発行（7月21日発売[4]）、ISBN 978-4-09-453018-6
  2. 2022年1月23日初版第1刷発行（1月18日発売[9]）、ISBN 978-4-09-453047-6
  3. 2022年12月25日初版第1刷発行（12月20日発売[10]）、ISBN 978-4-09-453104-6
  4. 2023年12月18日発売[11]、ISBN 978-4-09-453139-8
  5. 2024年6月18日発売[12]、ISBN 978-4-09-453192-3